# Martin Balsam
Martin Henry Balsam (Nova Iorque, 4 de novembro de 1919 — Roma, 13 de fevereiro de 1996) foi um ator norte-americano.
Martin Balsam recebeu o Oscar de Melhor Ator (coadjuvante/secundário) pelo filme A Thousand Clowns, de 1965.

## Biografia
Martin Balsam foi um ator americano, nascido Martin Henry Balsam, em 4 de novembro de 1919, no Bronx, Nova York. Começou a atuar no tempo escolar onde participava de peças dramáticas. Foi combatente no período da segunda grande guerra. Após a guerra, trabalhou em rádios. Em 1947, integrou o curso do Actor`s Studio. Participou de apresentações na Broadway. Mas só em 1951, obteve seu primeiro sucesso com The rose tatto de Tennessee Williams. Fez pequenos papéis na televisão, quando enfim, integrou o elenco de On the waterfront (br.: Sindicato de ladrões). Desde então participou em episódios das mais populares séries de televisão da época. Quando em 1957, teve outra chance no grande cinema, integrando o elenco de 12 Angry Men (Doze homens e uma sentença), dirigido por Sidney Lumet. Sua atuação em seriados de televisão, impressionaram Alfred Hitchcock, que o escalou para um personagem chave em Psycho (br.: Psicose) o detetive Arbogast. Este trabalho, abriu-lhe as portas para outras importantes participações como em Breakfast at Tiffany's (1961), Cape Fear (1961) e The Carpetbaggers (1964). E seu grande momento, ao receber o Óscar de Melhor Ator (coadjuvante/secundário) por sua atuação em A Thousand Clowns (1965). Atuando no cinema europeu, ganhou um grande amor pela Itália, onde trabalhou em vários filmes, e onde viveu muitos dos seus últimos anos. Morreu de causas naturais, em sua amada Itália aos 76 anos de idade. Foi casado com a atriz Joyce Van Patten, com quem teve uma filha, a atriz Talia Balsam.

## Filmografia parcial
- Cabo do Medo (1991)
- Second Serve (1986; telefilme)
- Desejo de Matar 3 (1985)
- O Primeiro Ano do Resto de Nossas Vidas (1985)
- Pânico na Multidão (1976)
- Todos os Homens do Presidente (1976)
- The Taking of Pelham One Two Three (1974)
- Assassinato no Expresso Oriente (1974)
- Lembranças (1973)
- The Man (1972)
- Tora! Tora! Tora! (1970)
- Catch-22 (1970)
- Confissões de um comissario de Policia (1970)
- Hombre (1967)
- Mil Palhaços (1965)
- Sete Dias de Maio (1964)
- Círculo do Medo (1962)
- Bonequinha de Luxo (1961)
- Psicose (1960)
- Al Capone (1959)
- Marjorie Morningstar (1958)
- 12 Homens e uma Sentença (1957)
- Sindicato de Ladrões (1954)